# El Cepero
El Cepero es una pedanía española perteneciente al municipio de Porzuna, en el noroeste de la provincia de Ciudad Real, dentro de la comunidad autónoma de Castilla-La Mancha. Está situada a unos 18 kilómetros al norte de Porzuna, cerca de otras aldeas como El Bonal o El Trincheto, también dependientes de Porzuna. 
Se encuentra a una altitud media de 670 m s. n. m., al pie del cerro Álamo (980 m), en la sierra de Cubas, que forma parte de los Montes de Toledo.

## Economía
Sus escasos habitantes trabajan fundamentalmente en la agricultura y la ganadería (ganado ovino y vacuno), siendo tierras conocidas en la zona por el cultivo de sandías y melones. 

## Fiestas
Las fiestas se celebran el último fin de semana de agosto o el primero del mes de septiembre, en honor de la Virgen del Carmen y de San Pancracio. A dichas fiestas se invita a todos los asistentes a limonada y a una comida que los habitantes de la aldea realizan con muy buen agrado.